# Mieczysław Moczar

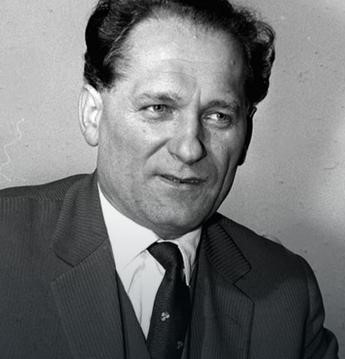
Mieczysław Moczar

Mieczysław Moczar (eigentlich Mikołaj Demko, auch unter dem Diminutiv Mietek bekannt, * 25. Dezember 1913 in Łódź, Russisches Kaiserreich; † 1. November 1986 in Warschau) war ein polnischer kommunistischer Politiker.

## Leben
1937 wurde Moczar Mitglied der zwei Jahre später auf Beschluss der Kommunistischen Internationale aufgelösten Kommunistischen Partei Polens. 1938 bis 1939 saß er im Gefängnis. Nach Beginn des Zweiten Weltkrieges begab sich Moczar ins sowjetisch besetzte Białystok und begann für den Geheimdienst zu arbeiten. Nach Kriegsende koordinierte er den Kampf gegen die antikommunistische Opposition in Łódź, wo er durch besondere Grausamkeit auffiel. Von 6. Oktober 1948 bis 15. April 1952 war er Woiwode der Woiwodschaft Olsztyn. Im Jahr 1956 wurde er zum Landwirtschaftsminister ernannt, 1964 bis 1968 war er Innenminister. 1971 bis 1983 war Moczar schließlich Vorsitzender der Höchsten Kontrollkammer. Zudem fungierte er 1965 bis 1981 als Mitglied des Zentralkomitees der Polnischen Vereinigten Arbeiterpartei, 1968 bis 1971 als dessen Sekretär sowie 1970 bis 1971 und erneut 1980 bis 1981 als Mitglied des Politbüros. Er war des Weiteren General der Polnischen Volksarmee.
In den 1960er Jahren war Moczar führender Vertreter der Gruppierung der sogenannten „Partisanen“, die nationale und kommunistische Überzeugungen miteinander verbanden. Er galt als entschiedener Gegner politischer Reformen und wurde nach 1965 immer mehr zum innerparteilichen Rivalen des Parteivorsitzenden Władysław Gomułka, dessen Sturz er anstrebte. Besonders bekannt wurde Moczar für seine maßgebliche Rolle bei der antisemitischen Kampagne in Polen in der Folge der März-Unruhen von 1968. Nach Gomułkas Sturz lehnte die Moskauer Führung Moczar als Nachfolger jedoch ab und bevorzugte den lokalen Kattowitzer Parteisekretär Edward Gierek.